# 宰穆拉區
35°43′N 0°45′E / 35.717°N 0.750°E
宰穆拉區（阿拉伯语：‎），是阿爾及利亞的行政區，位於該國西北部，由埃利贊省負責管轄，首府設於宰穆拉，面積458平方公里，2008年人口45,890，人口密度每平方公里100人。